# Publications antisémites en France

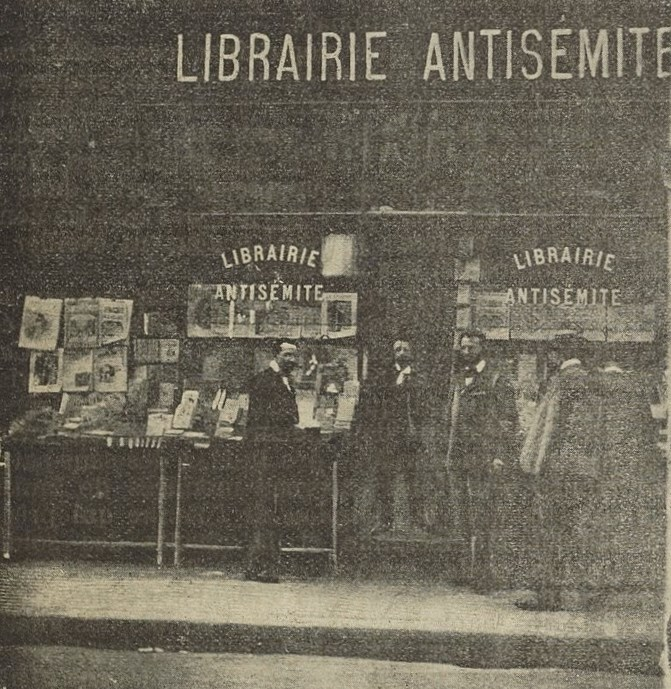
Librairie antisémite de Charles Devos, au no 45 de la rue Vivienne, à Paris (cliché publié en 1901).

Cette liste de publications antisémites en France regroupe de manière chronologique des écrits jugés ou revendiqués antisémitiques, produits par des auteurs francophones, qu'ils soient écrivains ou journalistes, et publiés sur le territoire français entre le début du XIXe siècle et le temps présent. Elle est à rapprocher de l'histoire de l’antisémitisme, une histoire complexe dont l'évolution fait depuis les années 1960 l'objet d'importantes études.
Indéniablement, il a existé de nombreuses publications racistes de nature antisémite en France, et ce, bien avant la période dite du gouvernement de Vichy (1941-1944). Après la Libération, les publications antisémites demeurent rares mais existent bel et bien.

## Ouvrages antisémites français
Il est important de signaler l'éditeur et la date de première publication, et, quand cela est nécessaire, l'extrait ou les pages concernés.

### AuXIXesiècle
Au milieu du XVIIIe siècle, s'exprime en France une forme de scepticisme à l'égard des Juifs, par exemple sous la plume de Voltaire dans son Dictionnaire philosophique ; en même temps, la question de leur émancipation et de leur intégration au sein de la Nation gagne du terrain. Émerge ensuite une forme d’« antijudaïsme », associé à diverses théories du complot où se retrouvent les francs-maçons, le jacobinisme, les encyclopédistes, etc.
Dans le dernier quart du XIXe siècle français, s'affirme un véritable antisémitisme, lié cette fois au développement du concept de race, et conçoit « les juifs » comme les ressortissants d'une race inférieure.
D'autre part, avec la récupération par une certaine presse des scandales financiers (dont celui de Panama) et la montée d'une forme de nationalisme revanchard anti-allemand à la suite de la Guerre de 1870, éclate l'Affaire Dreyfus qui va diviser la France en deux camps.
Par ordre chronologique :
- Alphonse Toussenel, Les Juifs, rois de l'époque : histoire de la féodalité financière, 1847.
- Joseph de Maistre, Quatre chapitres inédits sur la Russie, Paris, Librairie Vaton, 1859, p. 111-112.
- Roger Gougenot des Mousseaux, Le Juif, le judaïsme et la judaïsation des peuples chrétiens, Paris, Henri Plon, 1869 — sur Gallica.
- Victorien Vidal, L'Argent, voilà l'ennemi, Lahure, 1879.
- Emmanuel Chabauty [pseud. : C. C. De St André], Les Francs-Maçons et les Juifs. Sixième Âge de l’Église d'après l'Apocalypse, Société générale de librairie catholique, Victor Palmé, 1880, 820 p[5].
- Eugène Gellion-Danglar, Les sémites et le sémitisme. Aux points de vue ethnographique, religieux et politique, Paris, Maisonneuve et Cie, 1882.
- Auguste Chirac, Les Rois de la République, Histoire des juiveries, P. Arnould, 1883.
- Édouard Drumont, La France juive, 2 vol., 1886.
- Édouard Drumont, La France juive devant l'opinion, 1886.
- Guy de Charnacé, Le Baron Vampire, 1886.
- Jacques de Biez, La Question juive : la France ne peut pas être leur terre promise, C. Marpon et E. Flammarion, 1886.
- Sidney Vigneaux, Le Baron Jéhova, Dentu, 1886.
- Georges de Pascal, La Juiverie, Gautier, 1887.
- Édouard Drumont, La Fin d'un monde, 1889.
- Daniel Kimon, La politique israélite : politiciens, journalistes, banquiers, le judaïsme et la France — étude psychologique, Savine, 1889.
- Henri Desportes, Le mystère du sang chez les juifs de tous les temps, Albert Savine, 1889.
- Augustin Hamon et Georges Bachot, L'agonie d'une société : Histoire d'aujourd'hui, Savine, 1889.
- Édouard Drumont, La Dernière Bataille, 1890.
- Henri Desportes, Le Juif franc-maçon, roman contemporain, Delhomme et Briguet, 1890.
- Henri Desportes, Tué par les juifs, Albert Savine, 1890.
- [Docteur] Martinez, Le Juif voilà l'ennemi, Albert Savine, 1890.
- Jean-François Debauge[6], La vermine. Franc Maçons, Révolutionnaires, Libres penseurs, Juifs, politiciens, Paris, s.e., 1890.
- Jacques de Biez, Les Rothschild et le péril juif, Impression nouvelle, 1891.
- Édouard Drumont, Le Testament d'un antisémite, 1891.
- Édouard Drumont, Le Secret de Fourmies, 1892.
- Léon Meurin, La franc-maçonnerie, synagogue de Satan, Victor Retaux & fils, 1893.
- Anselme Tilloy, Le Péril judéo-maçonnique - le mal, le remède, Librairie antisémite, 1897.
- Baruteil-Puig [abbé], Solution de la question juive. La race de vipères et le rameau d'olivier, Delhomme-Briguet, 1897.
- Ernest Renault, L'Expulsion des juifs, Pierre, 1897.
- Daniel Kimon, La Guerre antijuive, chez l'auteur, 1898.
- François Bournand, Les Juifs et nos contemporains. L'antisémitisme et la question juive, introduction par Edmond Picard, Paris, Librairie A. Pierret, 1898[7].
- Daniel Kimon, L'Influence juive produit l'automatisme général. Comparaison de quelques fortunes françaises contre de colossales fortunes juives, Ducrot, 1898.
- Paul Lapeyre, Juste Solution de la Question juive, Bloud, 1898.
- Raphaël Viau, Ces bons juifs !, Perret, 1898.
- André de Boisandré, Petit catéchisme antijuif, Librairie antisémite, 1899, republié par l’œuvre nationale de propagande antijuive en 1942, avec une préface de Jean Drault.
- Georges Vacher de Lapouge, L'Aryen, son rôle social, cours libre de science politique, professé à l'Université de Montpellier (1889-1890), Paris, A. Fontemoing, 1899, p. 463 et suivantes -  Lire en ligne[8].

### AuXXesiècle

#### Avant la Seconde Guerre mondiale
Alors que certains antidreyfusards persistent, éclate la Première Guerre mondiale. Se développe à partir des années 1920, l'idée d'un judéo-bolchevisme. Quant à la montée du nazisme qui se précise à la fin de l'année 1932, elle fracture là encore la France en deux camps, surtout qu'Hitler ne laisse planer aucune ambiguïté sur ses intentions à l'égard des juifs allemands.
Par ordre chronologique :
- Maurice Barrès, Scènes et Doctrines du nationalisme, Paris, Félix Juven, 1902 - lire sur Gallica.
- Jean-Adolphe Alhaiza[9], Juifs et francs-maçons, Montreuil-sous-Bois, La Rénovation, 1903.
- Jules Delahaye, Les assassins et les vengeurs de Morès, éditions Victor Retaux, 1905.
- Urbain Gohier, Pétition du pouvoir judiciaire au pouvoir législatif : la terreur juive, après l'armée de Condé, la tribu de Lévi. L'ancien régime rétabli pour les millionnaires juifs. Le déserteur juif du « Figaro ». Le socialisme juif. Sera-t-il permis à un Français de n'être ni jésuite, ni juif ?, Paris, Éd. de l'auteur, 1905.
- Urbain Gohier, La Terreur juive. Après l'armée de Condé, la tribu de Lévi. Le socialisme juif, Paris, Éd. de l'auteur, 1905.
- Urbain Gohier (éditeur), Protocole des sages d'Israël, Paris, Éditions nouvelles de la Vieille France, s.d. [1924].
- Adrien de Boisandré, Petit catéchisme antijuif, La Librairie antisémite, 1906.
- Henri Dutrait-Crozon, Appel au pays, Éditions de l'Action française, 1906-1907.
- Pierre-Matthieu Fontaine, Le juif et l'argent, 1906.
- Paul Copin-Albancelli, Le drame maçonnique. La conjuration juive contre le monde chrétien, Paris, La Renaissance française, 1909.
- Léon Daudet, L'Avant-Guerre. Études et documents sur l'espionnage juif-allemand en France depuis l'Affaire Dreyfus, Nouvelle librairie nationale, 1912, rééd. 1915.
- Louis Dasté, Les Sociétés secrètes et les Juifs, Renaissance française, 1912.
- Isaac Blümchen (pseudonyme d'Urbain Gohier), À nous la France, 1913.
- Isaac Blümchen (pseudonyme d'Urbain Gohier), Le Droit de la Race supérieure, 1914, 1934.
- Camille Spiess, Impérialismes : la conception gobinienne de la race, sa valeur au point de vue bio-psychologique, Paris, E. Figuière & Cie, 1917.
- Camille Spiess, Nietzsche contre la barbarie allemande, Paris, Édition de la Revue contemporaine de Paris, 1919.
- Jean et Jérôme Tharaud, L'Ombre de la Croix, Plon, 1920.
- Jean et Jérôme Tharaud, Quand Israël est roi, Plon, 1921.
- Ernest Jouin, Le péril judéo-maçonnique, Revue Internationale des Sociétés Secrètes, 1921.
- Georges Batault, Le Problème juif, Paris, Plon, 1921.
- René Groos, Enquête sur le problème juif, Nouvelle librairie nationale, 1923.
- Roger Lambelin, Le Péril juif. L'impérialisme d'Israël, Grasset, 1924.
- Jean Roget, L'Affaire Dreyfus. Ce que tout Français doit en connaitre, Librairie d'Action Française, 1925[10]
- Léon de Poncins, Les Forces secrètes de la Révolution, Brossard [Sorlot], 1928.
- Roger Lambelin, Le Péril juif. Les victoires d'Israël, Grasset, 1928.
- Georges Bernanos, La Grande Peur des bien-pensants, Paris, Grasset, 1931[11].
- Léon de Poncins, Les Juifs maîtres du monde, Brossard, 1932.
- Charles Droulers, Le Marquis de Morès 1858-1896, Plon, 1932, rééd. Nouvelles Éditions nationales, 1933.
- Jean et Jérôme Tharaud, Quand Israël n'est plus roi, Plon, 1933.
- Joseph Santo, Les méfaits d'Israël à travers les peuples et les siècles, Paris, s.e., 1933.
- Protocoles des sages de Sion, Éditions Grasset, Paris, 1934 - avec une reproduction de la couverture de l'édition russe de 1912 ; traduits du russe et précédés d'une introduction par Roger Lambelin[12].
- Joseph Santo, La Judéomaçonnerie et les Massacres du 6 février 1934, impr. G. Pauc, 1935.
- Louis Massoutié, Judaïsme et hitlérisme, Nouvelle revue critique, 1935.
- Henri-Robert Petit, Les juifs au pouvoir, édité en 1936 par l'auteur, réédité en 1938, imprimé à Bruxelles par le Centre de Documentation et de Propagande (CDP), traduit en roumain, polonais et espagnol.
- Léon de Poncins, La Mystérieuse internationale juive, Brossard, 1936.
- Henri-Robert Petit, Le Règne des juifs, s.d. [1936], impr. à Bruxelles par le CDP.
- Marcel Jouhandeau, Le Péril juif, Sorlot, 1936.
- Emmanuel Malynski, Léon de Poncins, La Guerre occulte : juifs et francs-maçons à la conquête du monde, Beauchesne, 1936.
- Joseph Santo, Les grands secrets actuels, Paris, s.e., 1937.
- Albert Blute, Face au Front populaire. Contre La Guerre, Rassemblement, Éditions des Œuvres latines, 1937.
- Hermann de Vries de Heekelingen, Israël. Son passé. Son avenir, Perrin, 1937.
- Louis-Ferdinand Céline, Bagatelles pour un massacre, Denoël, 1937.
- Louis-Ferdinand Céline,  L'École des cadavres , Denoël, 1938.
- A.J.S.-M. de La Cambre-Mialet, Français vous êtes trahis ! Le rôle des Juifs et de la franc-maçonnerie dans la politique contemporaine, préface d'Henry Coston, O.P.N., 1938.
- Fayolle-Lefort, Est-ce que je deviens antisémite ?, Les Éditions de France, 1938.
- Laurent Viguier, Les Juifs à travers Léon Blum. Leur incapacité à diriger un état. La marque juive dans le christianisme, Baudinière, 1938.
- Le Complot juif : Les Protocoles des sages de Sion, Rassemblement Antijuif de France, 1938, avec une préface de Louis Darquier de Pellepoix.
- Paul Ferdonnet, La Guerre juive, Éditions Baudinière, 1938.
- Pierre Gérard, Le Juif... Notre maître, Rassemblement Antijuif de France, 1938.
- Jean Giraudoux, Pleins pouvoirs , Gallimard, 1939 (cf. extraits en p. de discussion).
- René Gontier, Vers un racisme français, Denoël, 1939.
- René Martial[13], Vie et constance des races, Mercure de France, 1939.
- Robert de Beauplan, Le Drame juif, Sorlot, 1939.
- Jean Roland, Les Auteurs de notre défaite, Éditions nouvelles, 1940.
- Paul Ganem, L'Étreinte mortelle de la judéo-maçonnerie, Éditions de l'Anticipation, 1940.
- René Saint-Serge, L'Invasion juive, Rassemblement Antijuif de France, s.n., 1940.

#### Entre 1940 et 1944
Dès juillet 1940, à la suite des lois sur le statut des Juifs, certaines maisons d'édition françaises commencent à être « aryanisées » (ou prennent d'elles-mêmes l'initiative). L'Institut d’étude des questions juives est créé. Nombres d'ouvrages sont interdits de publications et retirés de la vente. La troisième édition de la liste des « ouvrages littéraires français non désirables » (dite « Liste Otto », en référence à Otto Abetz) sera publiée le 10 mai 1943, complétée en annexe par une liste de 739 « écrivains juifs de langue française ».
Voici la liste des ouvrages publiés durant cette période :
- Georges Montandon, Comment reconnaître le Juif ? Collection « Les Juifs en France », Nouvelles Éditions françaises, Denoël, 1940.
- André Chaumet et H.-R. Bellanger, Les Juifs et Nous, préface de Clément Serpeille de Gobineau, Éditions Jean-Renard, 1941.
- André Féjès-Flaubert[14], Où va la France ?, Baudinière, 1941.
- Fayolle-Lefort, Le Juif cet inconnu, Les Éditions de France, coll. « Les Temps Nouveaux », 1941 - Le titre pastiche l'ouvrage d'Alexis Carrel.
- Jean Boissel, La crise, œuvre juive : manière de la conjurer, suivi de La charte anti-judéo-maçonnique, Paris, Éditions du « Réveil du peuple », 1941.
- Louis-Ferdinand Céline, Les Beaux Draps, Nouvelles Éditions françaises, 1941.
- Lucien Pemjean, La Presse et les Juifs depuis la Révolution jusqu'à nos jours, Paris, Les Nouvelles éditions françaises, coll. Les Juifs en France, III, 1941.
- Robert J. Courtine, Les Juifs en France, écrit sous le nom de Jean-Louis Vannier avec Henry Coston, avant-propos de Jean Drault, collection Les Cahiers de la France nouvelle, Centre d'action et de documentation, 1941 (BNF 31972226)
- Armand de Puységur, Qu'était le juif avant la guerre ? Tout ! Que doit-il être ? Rien !, coll. « La Vie documentée », Éditions Baudinière, 1942.
- Gabriel Malglaive, Juif ou Français, C.P.R.N., 1942, préfacé par Xavier Vallat.
- Henri Labroue, Voltaire anti-juif, 1942.
- Henry Coston, La Finance juive et les trusts, Éditions Jean-Renard, 1942.
- Jean de La Herse, L’Église et les Juifs, La Porte latine, 1942.
- Jean Drault, Histoire de l'antisémitisme, Éditions C.-L., 1942.
- Léon de Poncins, Israël destructeur d'Empire. Un document prophétique de 1899, Mercure de France, 1942.
- Louis Thomas, Les Raisons de l’anti-judaïsme, Les Documents contemporains, 1942.
- Lucien Rebatet, Les Décombres, Denoël, 1942.
- Pierre-Antoine Cousteau, L'Amérique juive, Les Éditions de France, 1942.
- Xavier Vallat, Le Problème juif, Secrétariat général à l'Information et à la Propagande, 1942.
- Alphonse Séché, Histoire de la nation juive. Des origines à nos jours, Mercure de France, 1943.
- André Chaumet, Juifs et américains Rois de l'Afrique du Nord, Paris, Éditions du CEA, 1943.
- Anonymes, Français !... Il faut redevenir. Lisez le terrible diagnostic. Le virus c'est je juif. Vite ! Car il y a des maux que l'on connaît trop tard tel le cancer, Paris, Institut d’étude des questions juives, Éditions nouvelles, s.d.
- Jean de La Herse, Judaïsme et bolchévisme, La Porte latine, 1943.
- Léon Brasat, Synthèse de la question juive, Sorlot, 1943.
- Pierre Gérard, Le Juif. Ce qu'il est... Ce qu'il veut... Ce qu'il a fait..., Éditions C.E.A., Union française pour la Défense de la Race, 1943.
- Pierre Gérard, Les Juifs et la guerre, Éditions C.E.A., s.d., vraisemblablement 1943.
- Pierre Gérard, Je suis Juif et j'en suis fier..., La Platinogravure, 1943.
- Armand Bernardini, Le juif Marat, Éditions Études et documents, 1944.
- Camille Mauclair, La Crise de l'art moderne, Paris, éditions C.E.A., 1944.

## Presse antisémite française

### Avant la Seconde Guerre mondiale
La loi du 29 juillet 1881 sur la liberté de la presse prévoit de réprimer la diffamation raciste, mais ne s'appliquait qu'aux cas particuliers.
- L'Univers (1833), notamment les articles de Louis Veuillot (1840-1850).
- L'Intransigeant (1880), de Eugène Mayer.
- L'Anti-Sémitique, fondé en 1883 par A. Vrécourt : premier périodique antisémite français, animé entre autres par le chanoine Emmanuel Chabauty mais aussi Auguste Chirac (le journal fut plus tard rebaptisé : Le Péril Social en 1884).
- Le Lillois (1884-1893), le plus ancien quotidien antisémite français.
- La Bibliothèque antisémitique d'Albert Savine (1887).
- Le Pilori (1886-1900) fondé par Armand Mariotte.
- La Cocarde, quotidien fondé en 1888 par Georges de Labruyère et devint antisémite sous la direction de Marc Lapierre.
- Le Pierrot (1888-1891), fondé par Willette[15].
- La Croix (entre 1890 et 1928).
- L'Alliance anti-juive pour la défense sociale et religieuse (1890-1892), devenue La Terre de France (1892-1896).
- La Libre Parole (1892), d'Édouard Drumont puis d'Henry Coston qui dirige aussi les Nouvelles Éditions nationales.
- Le Combat socialiste antijuif, Alger, Imprimerie Ernest Mallebay, (1895-1896).
- L'Antijuif, dirigé par Jules Guérin, hebdomadaire du Grand Occident de France (1898).
- Psst…! (avril 1898), créé par Caran d’Ache et Forain, journal caricaturiste antidreyfusard.
- Revue internationale des sociétés secrètes (1912), dirigée par Ernest Jouin.
- La Vieille France (1916-1924), d'Urbain Gohier.
- Candide (1924), hebdomadaire maurrassien.
- Les Cahiers de l'Ordre, fondés par l'abbé Duperron en 1927.
- Gringoire (1928), fondé par Horace de Carbuccia (avec Georges Suarez et Joseph Kessel.
- L'Ami du Peuple de François Coty (1928), dont le sous-titre était : « Hebdomadaire d'action racique contre les forces occultes ».
- Le Franciste (1933), organe du Mouvement franciste de Marcel Bucard.
- L'Émancipation nationale (1934) de Jacques Doriot, hebdomadaire du Parti populaire français (PPF).
- Le Réveil du peuple (mars 1936), bimensuel fondé par Jean Boissel.
- La France enchaînée, crée en 1938 et dirigée par Louis Darquier de Pellepoix (revue qui a remplacé l'Antijuif de 1937).
- Contre-Révolution (journal), où Georges Montandon publie en 1939 « La Solution ethno-raciale du problème juif ».
- Le Bonnet jaune, (1939) : de Francis Myrtane.
- National Populaire, journal du Rassemblement national populaire (1941-1944) de Marcel Déat et Georges Albertini.

Publications et édition spéciale :
- Raymond A. Dior (dir.), « Les Juifs » in Le Crapouillot, septembre 1936.

### Presse antisémite française sous Vichy
L'antisémitisme est devenu l'un des principes politiques du régime de Vichy illustré par le statut des Juifs appliqué par le gouvernement. La ligne officielle est largement soutenue par les principaux titres de la presse française, dont certains sont détenus en sous-main par l'ambassade d'Allemagne d'Otto Abetz, qui a créé pour sa propagande les Éditions Le Pont.
Ci-dessous les titres principaux de la presse antisémite de l'époque :
- Aujourd'hui, quotidien.
- Au Pilori, financé par les Allemands, qui déclenche des campagnes contre des individus.
- Devenir (journal), organe officiel de la Waffen-SS française.
- France-Révolution.
- Je suis partout, dirigé durant la guerre par Charles Lesca, avec pour rédacteurs en chef successifs Robert Brasillach et Pierre-Antoine Cousteau.
- La France au travail, journal de Charles Dieudonné, qui devient La France Socialiste.
- La Gerbe, dirigé par Alphonse de Chateaubriant.
- La Légion.
- La Nouvelle France, « Organe nationaliste antijuif », directeurs politiques Henry Coston et Jacques Ploncard.
- Le Cahier Jaune (1941-1943), revue fanatiquement antisémite lancée par l'Institut d'étude des questions juives, officine de propagande antisémite parrainée par les nazis.
- Revivre (1943-1944), suite du précédent.
- Le Cri du Peuple, quotidien de Jacques Doriot, subventionné par les nazis.
- Le Matin dirigé par Maurice Bunau-Varilla.
- Le Petit Parisien.
- Les Nouveaux Temps.
- L'Action française, journal du mouvement de ce nom.
- L'Appel, organe de La Ligue française, dirigé par Pierre Costantini.
- L'Œuvre, dirigée par Marcel Déat.
- Paris-Soir, et son supplément Paris-Midi qui titre lors d'un voyage de Pétain : « Les Marseillais courent sus aux Juifs ».
- La Terre française, dirigée par André Bettencourt, futur ministre de la IVe et de la Ve République.

Publications et édition spéciale :
- Maurice-Yvan Sicard (dir.), Henry Coston, Georges Montandon, « Je vous hais ». 150 pages 500 documents absolument sensationnels, Imprimerie spéciale du Bureau central de Presse et d'Information, avril 1944 [format magazine][16].

Certaines publications, compromises durant l'Occupation, changeront de nom à la Libération :
- L'Auto deviendra L’Équipe.

### Presse antisémite régionale
À ces publications, il faudrait ajouter la quasi-totalité de la presse régionale de l'époque, dont : 
- Le Journal de Rouen, suspendu en 1944 et remplacé par Paris-Normandie.
- Le Petit Marseillais, suspendu en 1944; son directeur, Albert Lejeune, sera exécuté.

#### Presse antisémite bretonne
- Arvor, revue bilingue dirigée par Roparz Hemon.
- La Bretagne (journal), quotidien d'orientation vichyste.
- La Dépêche, quotidien brestois, remplacé par Le Télégramme.
- Le Nouvelliste du Morbihan, quotidien lorientais, remplacé par Le Morbihan Libéré, devenu rapidement La Liberté du Morbihan.
- Le Phare de la Loire, quotidien nantais.
- L'Heure bretonne, organe du Parti national breton.
- Ouest-Eclair, quotidien rennais, remplacé par Ouest-France.
- Stur, revue fasciste d'Olier Mordrel.

### Effets de la propagande antisémite en 1940-44
D'après Laurent Joly, dans Vichy dans la « Solution finale », « en 1940 l'antisémitisme avait trouvé un large écho » et « de nombreux témoignages attestent d'une bouffée d'antisémitisme dans tous les milieux et toutes les catégories d'âge ».
Dès août 1944, prend place à Paris puis dans tout le pays, l’épuration dans la presse et l'édition. L'écrivain Robert Brasillach est condamné à mort et fusillé.

## Publications jugées antisémites publiées depuis 1945
Sous la plume d'auteurs français, mais pas seulement, le négationnisme s'exprime bien entendu après la libération des camps d’extermination nazis et fonctionne, dans certains cas, de pair avec une forme d'antisémitisme. L'antisionisme, qui prend surtout son essor après 1967, repose lui sur une problématique différente. Cependant, ces trois termes — antisémitisme, négationnisme, et antisionisme — s'ils ne sont pas synonymes, renvoient à des propos de nature agressive, irrespectueuse, en véhiculant des amalgames infondés et une réécriture de l'Histoire. De tels écrits peuvent être jugés comme contraires aux principes de la République depuis la loi Gayssot (13 juillet 1990) et la réforme du Code pénal de 1994. Certains ouvrages écrits directement en français par des auteurs francophones mais imprimés à l'étranger peuvent être interdits de diffusion sur le territoire national.
- René Binet, Contribution à une éthique raciste, Montréal-Lausanne, Éditions Celtiques, 1975, 156 p. - édition originale en 1946 puis révisées en 1957.
- Albert Paraz, Le Gala des vaches, Éditions de l’Élan, 1948.
- Maurice Bardèche, Nuremberg II ou les Faux-Monnayeurs, Paris, Les Sept Couleurs, 1950[18].
- Paul Rassinier, Le Mensonge d'Ulysse, La Librairie française, 1950 — préfacé par Albert Paraz[19].
- Robert Faurisson, Mémoire en défense. Contre ceux qui m'accusent de falsifier l'Histoire. La question des chambres à gaz, avant-propos de Noam Chomsky, La Vieille Taupe, 1980  (ISBN 978-2903279035).
- Roger Garaudy, Les Mythes fondateurs de la politique israélienne, La Vieille Taupe, 1995, réédité par Samizdat/Roger Garaudy en 1996[20].
- Hervé Ryssen, La Mafia juive. Les grands prédateurs internationaux, Éditions Baskerville, 2008.
- Paul-Eric Blanrue, Anthologie des propos contre les juifs, le judaïsme et le sionisme, Kontre Kulture, 2013[21].
- L'hebdomadaire Rivarol[22].

## Publications en ligne
Le développement des réseaux en ligne, Internet au premier chef, permet l'expression de propos de nature antisémite. En septembre 2022, l'Unesco rappelait sur son site officiel par le biais d'une tribune que : « Toute la société civile doit lutter contre les discours de haine antisémite en ligne ».